# Gina Jaqueline – Midt i en drøm
Gina Jaqueline – Midt i en drøm er en dansk dokumentarfilm fra 2018 instrueret af Sofie Lange Jørgensen.

## Handling
Gina Jaqueline er 26 år, da hun siger ja til at medvirke i en dokumentarserie til DR3, Gina Jaqueline – en sugardaters fortælling. Filmen følger Gina før, under og efter tv-serien og handler om en ung kvindes møde med en kærlighed, hun aldrig før har oplevet. Det er en film om et særligt familieliv og en kvinde, der har lært sig at håndtere tilværelsen på sin egen måde, men som må revidere sit liv, da kærligheden uventet river tæppet væk under hende, samtidig med hun bliver et kendt ansigt. Det er en universel historie om at miste sig selv, når man bliver forelsket og vil gøre alt for få sin store kærlighed. Filmen følger Gina igennem to år.